# Canthocamptus mammillifurca
Canthocamptus mammillifurca é uma espécie de crustáceo da família Canthocamptidae.
É endémica da Austrália.